# Geneva European Open 1990
Geneva European Open 1990 — жіночий тенісний турнір, що проходив на відкритих кортах з ґрунтовим покриттям у Женеві (Швейцарія). Належав до турнірів 4-ї категорії в рамках Туру WTA 1990. Відбувсь учотирнадцяте і тривав з 21 до 27 травня 1990 року. Друга сіяна Барбара Паулюс здобула титул в одиночному розряді.

## Фінальна частина

### Одиночний розряд
Барбара Паулюс —  Гелен Келесі 2–6, 7–5, 7–6(7–3)
- Для Паулюс це був 1-й титул в одиночному розряді за сезон і 2-й - за кар'єру.

### Парний розряд
Луїс Філд /  Діанне Ван Ренсбург —  Еліз Берджін /  Бетсі Нагелсен 5–7, 7–6(7–2), 7–5